# Tour de Alma Ata 2018
La 6.ª edición del Tour de Alma Ata se celebró entre el 29 y el 30 de septiembre de 2018 con inicio en la ciudad de Alma Ata y final en la ciudad de Medeo en Kazajistán. El recorrido constó de un total de 2 etapas sobre una distancia total de 342,7 km.
La carrera hizo parte del circuito UCI Asia Tour 2018 dentro de la categoría 2.1 y fue ganada por el italiano Davide Villella del Astana. El podio lo completaron, en segundo lugar, el suizo Simon Pellaud del Illuminate y en tercer lugar, el también italiano Pierpaolo Ficara del Amore & Vita-Prodir.

## Equipos participantes
Tomaron la partida un total de 19 equipos, de los cuales 1 es de categoría UCI WorldTeam, 1 Profesional Continental, 15 Continental y 2 Selecciones nacionales, quienes conformaron un pelotón de 113 ciclistas de los cuales terminaron 98. Los equipos participantes fueron:
| WorldTeam- Astana Equipo continental profesional- Delko-Marseille Provence-KTM Equipos continentales (15)- Aisan Racing Team - Akros-Renfer - Amore & Vita-Prodir - Apple Team - Bike Aid - Canyon Eisberg - Pannon - H&R Block - Hurom - Illuminate - Ningxia Sports Lottery-Livall - Minsk Cycling Club - Terengganu Cycling Team - Vino-Astana Motors - Interpro Stradalli Equipos nacionales (2)- Kazajistán - Rusia |
| |

## Recorrido
| Etapa     | Fecha     | Recorrido           | type                   | Distancia (km) | Ganador           | Líder           |
| --------- | --------- | ------------------- | ---------------------- | -------------- | ----------------- | --------------- |
| 1.ª etapa | 29 de sep | Alma Ata – Alma Ata | etapa llana            | 183,4          | Davide Villella   | Davide Villella |
| 2.ª etapa | 30 de sep | Alma Ata – Medeo    | etapa de media montaña | 152,2          | Luis León Sánchez | Davide Villella |

## Desarrollo de la carrera

### 1.ª etapa
| Alma Ata - Alma Ata | etapa llana | (183,4 km) |

| \| Clasificación de la etapa \| Clasificación de la etapa \| Clasificación de la etapa \| Clasificación de la etapa \| Clasificación de la etapa \| \| Ciclista \| Ciclista \| Equipo \| Tiempo \| \| \| ------------------------- \| ------------------------- \| ---------------------------- \| ------------------------- \| ------------------------- \| \| 1.º \| Davide Villella \| Astana \| 4 h 09 min 25 s \| \| \| 2.º \| Simon Pellaud \| Illuminate \| + 36 s \| \| \| 3.º \| Pierpaolo Ficara \| Amore & Vita-Prodir \| + 39 s \| \| \| 4.º \| Luis León Sánchez \| Astana \| + 1 min 45 s \| \| \| 5.º \| Gatis Smukulis \| Delko-Marseille Provence-KTM \| + 1 min 54 s \| \| \| 6.º \| Rémy Rochas \| Delko-Marseille Provence-KTM \| + 1 min 56 s \| \| \| 7.º \| Colin Stüssi \| Amore & Vita-Prodir \| + 3 min 06 s \| \| \| 8.º \| Mirko Trosino \| Amore & Vita-Prodir \| + 3 min 41 s \| \| \| 9.º \| Branislau Samoilau \| Minsk Cycling Club \| + 3 min 41 s \| \| \| 10.º \| Siarhei Papok \| Minsk Cycling Club \| + 4 min 15 s \| \| |                    |                              |                 |
| |                    |                              |                 |
| Fuente: ProCyclingStats |                    |                              |                 |
| Clasificación de la etapa |                    |                              |                 |
| Ciclista | Ciclista           | Equipo                       | Tiempo          |
| 1.º | Davide Villella    | Astana                       | 4 h 09 min 25 s |
| 2.º | Simon Pellaud      | Illuminate                   | + 36 s          |
| 3.º | Pierpaolo Ficara   | Amore & Vita-Prodir          | + 39 s          |
| 4.º | Luis León Sánchez  | Astana                       | + 1 min 45 s    |
| 5.º | Gatis Smukulis     | Delko-Marseille Provence-KTM | + 1 min 54 s    |
| 6.º | Rémy Rochas        | Delko-Marseille Provence-KTM | + 1 min 56 s    |
| 7.º | Colin Stüssi       | Amore & Vita-Prodir          | + 3 min 06 s    |
| 8.º | Mirko Trosino      | Amore & Vita-Prodir          | + 3 min 41 s    |
| 9.º | Branislau Samoilau | Minsk Cycling Club           | + 3 min 41 s    |
| 10.º | Siarhei Papok      | Minsk Cycling Club           | + 4 min 15 s    |

| \| Clasificación general \| Clasificación general \| Clasificación general \| Clasificación general \| Clasificación general \| \| Ciclista \| Ciclista \| Equipo \| Tiempo \| \| \| --------------------- \| --------------------- \| ---------------------------- \| --------------------- \| --------------------- \| \| 1.º \| Davide Villella \| Astana \| 4 min 09 s \| \| \| 2.º \| Simon Pellaud \| Illuminate \| + 36 s \| \| \| 3.º \| Pierpaolo Ficara \| Amore & Vita-Prodir \| + 39 s \| \| \| 4.º \| Luis León Sánchez \| Astana \| + 1 min 45 s \| \| \| 5.º \| Gatis Smukulis \| Delko-Marseille Provence-KTM \| + 1 min 54 s \| \| \| 6.º \| Rémy Rochas \| Delko-Marseille Provence-KTM \| + 1 min 56 s \| \| \| 7.º \| Colin Stüssi \| Amore & Vita-Prodir \| + 3 min 06 s \| \| \| 8.º \| Mirko Trosino \| Amore & Vita-Prodir \| + 3 min 41 s \| \| \| 9.º \| Branislau Samoilau \| Minsk Cycling Club \| + 3 min 41 s \| \| \| 10.º \| Siarhei Papok \| Minsk Cycling Club \| + 4 min 15 s \| \| |                    |                              |              |
| |                    |                              |              |
| Fuente: ProCyclingStats |                    |                              |              |
| Clasificación general |                    |                              |              |
| Ciclista | Ciclista           | Equipo                       | Tiempo       |
| 1.º | Davide Villella    | Astana                       | 4 min 09 s   |
| 2.º | Simon Pellaud      | Illuminate                   | + 36 s       |
| 3.º | Pierpaolo Ficara   | Amore & Vita-Prodir          | + 39 s       |
| 4.º | Luis León Sánchez  | Astana                       | + 1 min 45 s |
| 5.º | Gatis Smukulis     | Delko-Marseille Provence-KTM | + 1 min 54 s |
| 6.º | Rémy Rochas        | Delko-Marseille Provence-KTM | + 1 min 56 s |
| 7.º | Colin Stüssi       | Amore & Vita-Prodir          | + 3 min 06 s |
| 8.º | Mirko Trosino      | Amore & Vita-Prodir          | + 3 min 41 s |
| 9.º | Branislau Samoilau | Minsk Cycling Club           | + 3 min 41 s |
| 10.º | Siarhei Papok      | Minsk Cycling Club           | + 4 min 15 s |

### 2.ª etapa
| Alma Ata - Medeo | etapa de media montaña | (152,2 km) |

| \| Clasificación de la etapa \| Clasificación de la etapa \| Clasificación de la etapa \| Clasificación de la etapa \| Clasificación de la etapa \| \| Ciclista \| Ciclista \| Equipo \| Tiempo \| \| \| ------------------------- \| ------------------------- \| ---------------------------- \| ------------------------- \| ------------------------- \| \| 1.º \| Luis León Sánchez \| Astana \| 4 h 11 min 55 s \| \| \| 2.º \| Delio Fernández \| Delko-Marseille Provence-KTM \| + 4 s \| \| \| 3.º \| Davide Villella \| Astana \| + 8 s \| \| \| 4.º \| Ángel Madrazo \| Delko-Marseille Provence-KTM \| + 8 s \| \| \| 5.º \| Rémy Rochas \| Delko-Marseille Provence-KTM \| + 13 s \| \| \| 6.º \| Pierpaolo Ficara \| Amore & Vita-Prodir \| + 22 s \| \| \| 7.º \| Simon Pellaud \| Illuminate \| + 22 s \| \| \| 8.º \| Yuriy Natarov \| Astana City \| + 24 s \| \| \| 9.º \| Damien Monier \| Aisan Racing Team \| + 31 s \| \| \| 10.º \| Matvey Nikitin \| Astana City \| + 43 s \| \| |                   |                              |                 |
| |                   |                              |                 |
| Fuente: ProCyclingStats |                   |                              |                 |
| Clasificación de la etapa |                   |                              |                 |
| Ciclista | Ciclista          | Equipo                       | Tiempo          |
| 1.º | Luis León Sánchez | Astana                       | 4 h 11 min 55 s |
| 2.º | Delio Fernández   | Delko-Marseille Provence-KTM | + 4 s           |
| 3.º | Davide Villella   | Astana                       | + 8 s           |
| 4.º | Ángel Madrazo     | Delko-Marseille Provence-KTM | + 8 s           |
| 5.º | Rémy Rochas       | Delko-Marseille Provence-KTM | + 13 s          |
| 6.º | Pierpaolo Ficara  | Amore & Vita-Prodir          | + 22 s          |
| 7.º | Simon Pellaud     | Illuminate                   | + 22 s          |
| 8.º | Yuriy Natarov     | Astana City                  | + 24 s          |
| 9.º | Damien Monier     | Aisan Racing Team            | + 31 s          |
| 10.º | Matvey Nikitin    | Astana City                  | + 43 s          |

## Clasificaciones finales
Las clasificaciones finalizaron de la siguiente forma:

### Clasificación general
| \| Clasificación general \| Clasificación general \| Clasificación general \| Clasificación general \| Clasificación general \| \| Ciclista \| Ciclista \| Equipo \| Tiempo \| \| \| --------------------- \| --------------------- \| ---------------------------- \| --------------------- \| --------------------- \| \| 1.º \| Davide Villella \| Astana \| 4 min 09 s \| \| \| 2.º \| Simon Pellaud \| Illuminate \| + 36 s \| \| \| 3.º \| Pierpaolo Ficara \| Amore & Vita-Prodir \| + 39 s \| \| \| 4.º \| Luis León Sánchez \| Astana \| + 1 min 45 s \| \| \| 5.º \| Gatis Smukulis \| Delko-Marseille Provence-KTM \| + 1 min 54 s \| \| \| 6.º \| Rémy Rochas \| Delko-Marseille Provence-KTM \| + 1 min 56 s \| \| \| 7.º \| Colin Stüssi \| Amore & Vita-Prodir \| + 3 min 06 s \| \| \| 8.º \| Mirko Trosino \| Amore & Vita-Prodir \| + 3 min 41 s \| \| \| 9.º \| Branislau Samoilau \| Minsk Cycling Club \| + 3 min 41 s \| \| \| 10.º \| Siarhei Papok \| Minsk Cycling Club \| + 4 min 15 s \| \| |                    |                              |              |
| |                    |                              |              |
| Fuente: ProCyclingStats |                    |                              |              |
| Clasificación general |                    |                              |              |
| Ciclista | Ciclista           | Equipo                       | Tiempo       |
| 1.º | Davide Villella    | Astana                       | 4 min 09 s   |
| 2.º | Simon Pellaud      | Illuminate                   | + 36 s       |
| 3.º | Pierpaolo Ficara   | Amore & Vita-Prodir          | + 39 s       |
| 4.º | Luis León Sánchez  | Astana                       | + 1 min 45 s |
| 5.º | Gatis Smukulis     | Delko-Marseille Provence-KTM | + 1 min 54 s |
| 6.º | Rémy Rochas        | Delko-Marseille Provence-KTM | + 1 min 56 s |
| 7.º | Colin Stüssi       | Amore & Vita-Prodir          | + 3 min 06 s |
| 8.º | Mirko Trosino      | Amore & Vita-Prodir          | + 3 min 41 s |
| 9.º | Branislau Samoilau | Minsk Cycling Club           | + 3 min 41 s |
| 10.º | Siarhei Papok      | Minsk Cycling Club           | + 4 min 15 s |

### Clasificación por puntos
| Clasificación por puntos | Clasificación por puntos | Clasificación por puntos     | Clasificación por puntos | Clasificación por puntos |
| Ciclista                 | Ciclista                 | Equipo                       | Puntos                   |                          |
| ------------------------ | ------------------------ | ---------------------------- | ------------------------ | ------------------------ |
| 1.º                      | Davide Villella          | Astana                       | 18 pts                   |                          |
| 2.º                      | Pierpaolo Ficara         | Amore & Vita-Prodir          | 18 pts                   |                          |
| 3.º                      | Luis León Sánchez        | Astana                       | 17 pts                   |                          |
| 4.º                      | Simon Pellaud            | Illuminate                   | 17 pts                   |                          |
| 5.º                      | Rémy Rochas              | Delko-Marseille Provence-KTM | 11 pts                   |                          |
| 6.º                      | Rory Townsend            | Canyon Eisberg               | 10 pts                   |                          |
| 7.º                      | Delio Fernández          | Delko-Marseille Provence-KTM | 9 pts                    |                          |
| 8.º                      | Gatis Smukulis           | Delko-Marseille Provence-KTM | 9 pts                    |                          |
| 9.º                      | Ángel Madrazo            | Delko-Marseille Provence-KTM | 7 pts                    |                          |
| 10.º                     | Anton Muzychkin          | Minsk Cycling Club           | 5 pts                    |                          |

### Clasificación de la montaña
| Clasificación de la montaña | Clasificación de la montaña | Clasificación de la montaña  | Clasificación de la montaña | Clasificación de la montaña |
| Ciclista                    | Ciclista                    | Equipo                       | Puntos                      |                             |
| --------------------------- | --------------------------- | ---------------------------- | --------------------------- | --------------------------- |
| 1.º                         | Pierpaolo Ficara            | Amore & Vita-Prodir          | 16 pts                      |                             |
| 2.º                         | Jure Rupnik                 |                              | 12 pts                      |                             |
| 3.º                         | Davide Villella             | Astana                       | 11 pts                      |                             |
| 4.º                         | Ángel Madrazo               | Delko-Marseille Provence-KTM | 10 pts                      |                             |
| 5.º                         | Yuki Ishihara               | Interpro Stradalli           | 5 pts                       |                             |
| 6.º                         | Félix Barón                 | Illuminate                   | 5 pts                       |                             |
| 7.º                         | Daniel Bichlmann            | Bike Aid                     | 4 pts                       |                             |
| 8.º                         | Simon Pellaud               | Illuminate                   | 3 pts                       |                             |
| 9.º                         | Delio Fernández             | Delko-Marseille Provence-KTM | 3 pts                       |                             |
| 10.º                        | Charles Page                | Canyon Eisberg               | 3 pts                       |                             |

### Clasificación por equipos
| Clasificación por equipos | Clasificación por equipos    | Clasificación por equipos | Clasificación por equipos |
| Equipo                    | Equipo                       | Tiempo                    |                           |
| ------------------------- | ---------------------------- | ------------------------- | ------------------------- |
| 1.º                       | Delko-Marseille Provence-KTM | 25 h 12 min 49 s          |                           |
| 2.º                       | Amore & Vita-Prodir          | + 2 min 16 s              |                           |
| 3.º                       | Astana                       | + 2 min 16 s              |                           |
| 4.º                       | Illuminate                   | + 24 min 36 s             |                           |
| 5.º                       | Kazajistán                   | + 25 min 59 s             |                           |
| 6.º                       | Minsk Cycling Club           | + 29 min 07 s             |                           |
| 7.º                       | Akros-Renfer                 | + 29 min 07 s             |                           |
| 8.º                       | Pannon                       | + 34 min 21 s             |                           |
| 9.º                       | Interpro Stradalli           | + 38 min 29 s             |                           |
| 10.º                      | Terengganu Cycling Team      | + 40 min 55 s             |                           |

## Evolución de las clasificaciones
| Etapa                   | Vencedor                | Clasificación general | Clasificación por puntos | Clasificación de la montaña | Clasificación del mejor kazajo | Clasificación por equipos    |
| ----------------------- | ----------------------- | --------------------- | ------------------------ | --------------------------- | ------------------------------ | ---------------------------- |
| 1.ª                     | Davide Villella         | Davide Villella       | Pierpaolo Ficara         | Pierpaolo Ficara            | Matvey Nikitin                 | Amore & Vita-Prodir          |
| 2.ª                     | Luis León Sánchez       | Davide Villella       | Davide Villella          | Pierpaolo Ficara            | Yuriy Natarov                  | Delko Marseille Provence KTM |
| Clasificaciones finales | Clasificaciones finales | Davide Villella       | Davide Villella          | Pierpaolo Ficara            | Yuriy Natarov                  | Delko Marseille Provence KTM |

## UCI World Ranking
El Tour de Alma Ata otorga puntos para el UCI Asia Tour 2018 y el UCI World Ranking, este último para corredores de los equipos en las categorías UCI ProTeam, Profesional Continental y Equipos Continentales. Las siguientes tablas muestran el baremo de puntuación y los 10 corredores que obtuvieron más puntos:
| Posición              | 1.º | 2.º | 3.º | 4.º | 5.º | 6.º | 7.º | 8.º | 9.º | 10.º | 11.º | 12.º | 13.º-15.º | 16.º-25.º |
| Clasificación general | 125 | 85  | 70  | 60  | 50  | 40  | 35  | 30  | 25  | 20   | 15   | 10   | 5         | 3         |
| Por etapa             | 14  | 5   | 3   |     |     |     |     |     |     |      |      |      |           |           |
| Líder                 | 3   |     |     |     |     |     |     |     |     |      |      |      |           |           |

| Clasificación | Clasificación      | Clasificación                | Clasificación | Clasificación | Clasificación | Clasificación |
| Posición      | Ciclista           | Equipo                       | General       | Etapa         | Líder         | Total         |
| ------------- | ------------------ | ---------------------------- | ------------- | ------------- | ------------- | ------------- |
| 1.º           | Davide Villella    | Astana                       | 125           | 17            | 3             | 145           |
| 2.º           | Simon Pellaud      | Illuminate                   | 85            | 5             | -             | 90            |
| 3.º           | Luis León Sánchez  | Astana                       | 60            | 14            | -             | 74            |
| 4.º           | Pierpaolo Ficara   | Amore & Vita-Prodir          | 70            | 3             | -             | 73            |
| 5.º           | Rémy Rochas        | Delko Marseille Provence KTM | 50            | -             | -             | 50            |
| 6.º           | Colin Stüssi       | Amore & Vita-Prodir          | 40            | -             | -             | 40            |
| 7.º           | Delio Fernández    | Delko Marseille Provence KTM | 35            | 5             | -             | 40            |
| 8.º           | Ángel Madrazo      | Delko Marseille Provence KTM | 30            | -             | -             | 30            |
| 9.º           | Branislau Samoilau | Minsk CC                     | 25            | -             | -             | 25            |
| 10.º          | Gatis Smukulis     | Delko Marseille Provence KTM | 20            | -             | -             | 20            |